# Linderiella massaliensis
Linderiella massaliensis är en kräftdjursart som beskrevs av Thiéry och Champeau 1988. Linderiella massaliensis ingår i släktet Linderiella och familjen Chirocephalidae. Inga underarter finns listade i Catalogue of Life.